# عبد الله اليحيى
عبد الله اليحيى (مواليد 20 فبراير 1999) هو لاعب كرة قدم سعودي يلعب حالياً في نادي السلمية.
كانت بداياته مع نادي السلمية و انتقل إلى نادي الشرق في عام 2015 و إنتقل إلى نادي أحد عام 2017 و لم يستمر معهم طويلاً وفي نهاية العام وقع مع نادي الشعلة و وقع مع نادي السد في عام 2018 وانتقل إلى نادي السلمية في عام 2023.

## وصلات خارجية
- عبد الله اليحيى على موقع قاعدة بيانات كرة القدم.إي يو (الإنجليزية)
- عبد الله اليحيى على موقع Soccerway.com (الإنجليزية)